# Johan Paulin Olivecrantz
Johan Paulin Olivecrantz, född den 1 augusti 1633 i Strängnäs, död den 10 januari 1707 i Stockholm, var en svensk ämbetsman och diplomat.

## Biografi
Johan Paulin Olivecrantz var son till Strängnäsbiskopen Laurentius Paulinus Gothus och adlades 1654 på grund av biskopens förtjänster. Samma år blev Olivecrantz aktuarie i kungliga kansliet och var 1658 legationssekreterare i Frankfurt am Main, 1659 i Paris, 1661 legat i Gottorp och 1665 blev han statssekreterare. År 1674 blev han kansliråd och vice hovkansler. Tillsammans med greve Bengt Oxenstierna var han ambassadör vid fredsförhandlingarna i Nijmegen 1676.
År 1680 blev han ståthållare i Reval och 1681 guvernör över drottning Kristinas underhållsländer samt 1682 hennes råd och generalguvernör.
Han hade lärda och litterära intressen och anses vara författare till Les anecdotes de Suède.
Johan Paulin Olivecrantz är begravd i Strängnäs domkyrka i Olivecrantzka gravkoret.